# Rok tysięczny
Rok tysięczny – powieść Karola Bunscha z 1961 roku. Trzecia część cyklu Powieści Piastowskie.
Powieść obejmuje okres od śmierci Mieszka I w 992 do zjazdu w Marseburgu w roku 1002, który stał się początkiem wojny Bolesława Chrobrego z Henrykiem II. Bohaterami powieści są postacie znane z poprzednich powieści (Dzikowy skarb, Ojciec i syn) Bolesław Chrobry, syn Ścibora Stoigniew i palatyn Jaskotel Awdaniec. Chrobry jest przedstawiony jako sprawny polityk, człowiek potrafiący zjednywać sobie ludzi, wojownik nieszczędzący siebie w walce, surowy, lecz sprawiedliwy.
Powieść opisuje, jak Chrobry z trudnego położenia, w jakim znalazł się po śmierci ojca, zaczyna budować potęgę państwa, rozszerzając granice i strefy wpływów, stając się znaczącym władcą średniowiecznej Europy. W powieść wplecione są również losy Świętego Wojciecha od konfliktu z Wrszowcami aż po jego męczeńską śmierć. Dodatkiem do powieści jest opowieść o obronie Niemczy z 1017 r. w wielu wydaniach łączona z Rokiem Tysięcznym.
Jednym z głównych wątków powieści jest walka Bolesława z Odą o sukcesję do tronu.